# Cam thảo nam
Cam thảo nam hay cam thảo đất, thổ cam thảo (danh pháp khoa học: Scoparia dulcis) là một loài thực vật có hoa trong họ Mã đề (Plantaginaceae). Loài này được miêu tả khoa học đầu tiên năm 1753.

## Mô tả
Là loại cây cỏ, chiều cao trung bình 30-80cm, thân nhẵn, rễ to hình trụ. Lá đơn, mọc đối hoặc vòng 3 lá một. Phiến lá hình mác hay hình trứng ngược, dài trung bình 20 - 30mm, rộng 8- 12mm, phía cuống hẹp lại thành cuống ngắn, mép lá nửa phía trên có răng cưa to, phía dưới nguyên.
Hoa đơn hoặc nhiều thành đôi mọc ở nách lá, cuống hoa mảnh, dài 5-10 mm, không lông; không có bao hoa nhỏ, đài phân sinh, răng 4, hình trứng chữ nhật, dài khoảng 2 mm, đầu tròn, có lông mi, cánh hoa nhỏ, màu trắng, đường kính khoảng 4 mm, có ống rất ngắn, cổ hoa có lông dày, cánh hoa 4, cánh trên 1 cái hơi lớn hơn, đầu tròn, mép có răng nhỏ hình khía, dài khoảng 2-3 mm; nhị 4, gần bằng nhau, nhuỵ hình mũi tên, bầu hoa thẳng, đầu bầu hoa hình cắt ngang hoặc lõm vào.
Quả nang hình trứng hoặc hình cầu, đường kính 2-3 mm, các ngăn và các mặt sau của các ngăn đều nứt, trục quả còn lại. 

## Thành phần hóa học
Toàn cây chứa fredelin, β-glutinol, α-amyrin và axit betulinic (axit betulinic), axit iflaionic, axit dulcioic, axit scoparic A, B , C, scoparinol, dulic -nol), benzoxazolinon (6-metoxybenzoxazolinene), 5,7-dihydroxy-3′,4′,6,8-tetramethoxyflavon (5,7-dihydroxy-3′,4′ , 6,8 -tetramethoxyflavone), 5,7,8,3′,4′,5′-hexahydroxyflavone-7-O-β-D-glucuronide (5,7,8,3′, 4′, 5′-hex-ahydro xyflavone ), luteoline, 6,8-di-C-glucosyl apigenin (vicenin-2), linarin, vitexin, isovitexin, scutellarin, scutellarin metyl este, luteolin-7-glucoside, acacetin, axit p-coumaric, dulciol, amelin. Phần trên mặt đất chứa glycyrrhizol, một chi của scopadiol. Lá chứa glycyrrhizinol, β-myxenol, 6-methoxybenzoxazolinone, robinin, axit glycyrrhizic B và axit glycyrrhizinic A. Rễ chứa β-sitosterol, hexacosanol, D-mannitol, 6-methoxybenzoxazolinone, axit ephric, axit betulinic và Coixol.

## Hình ảnh

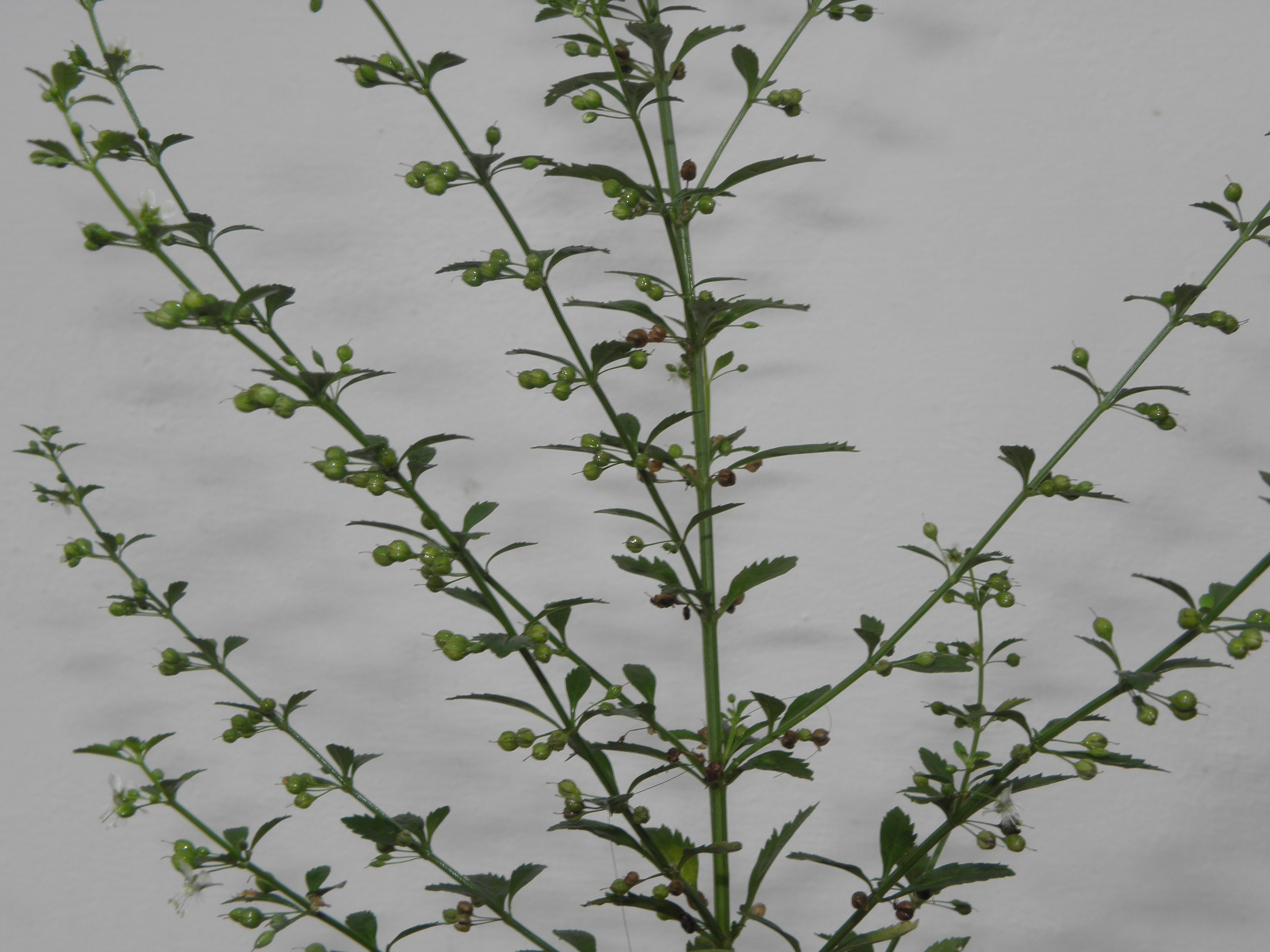
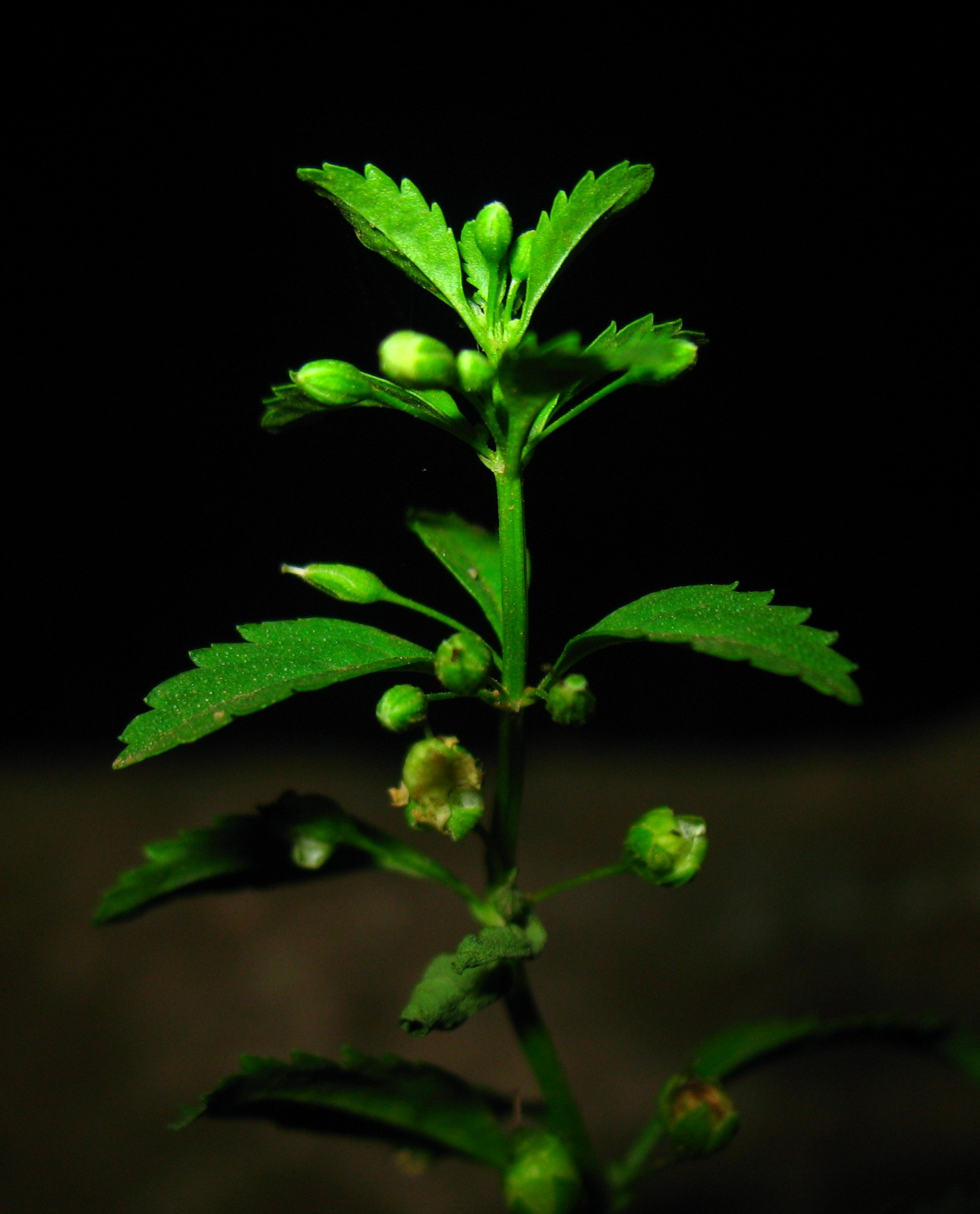
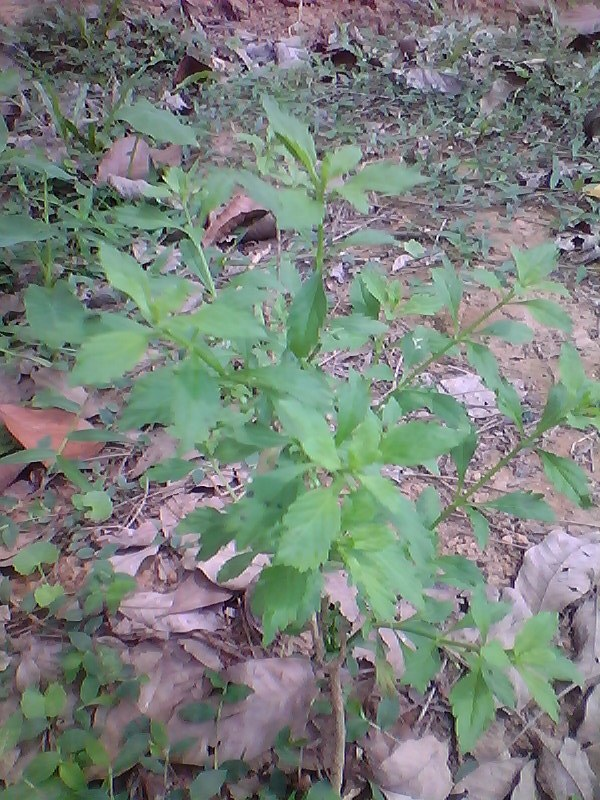
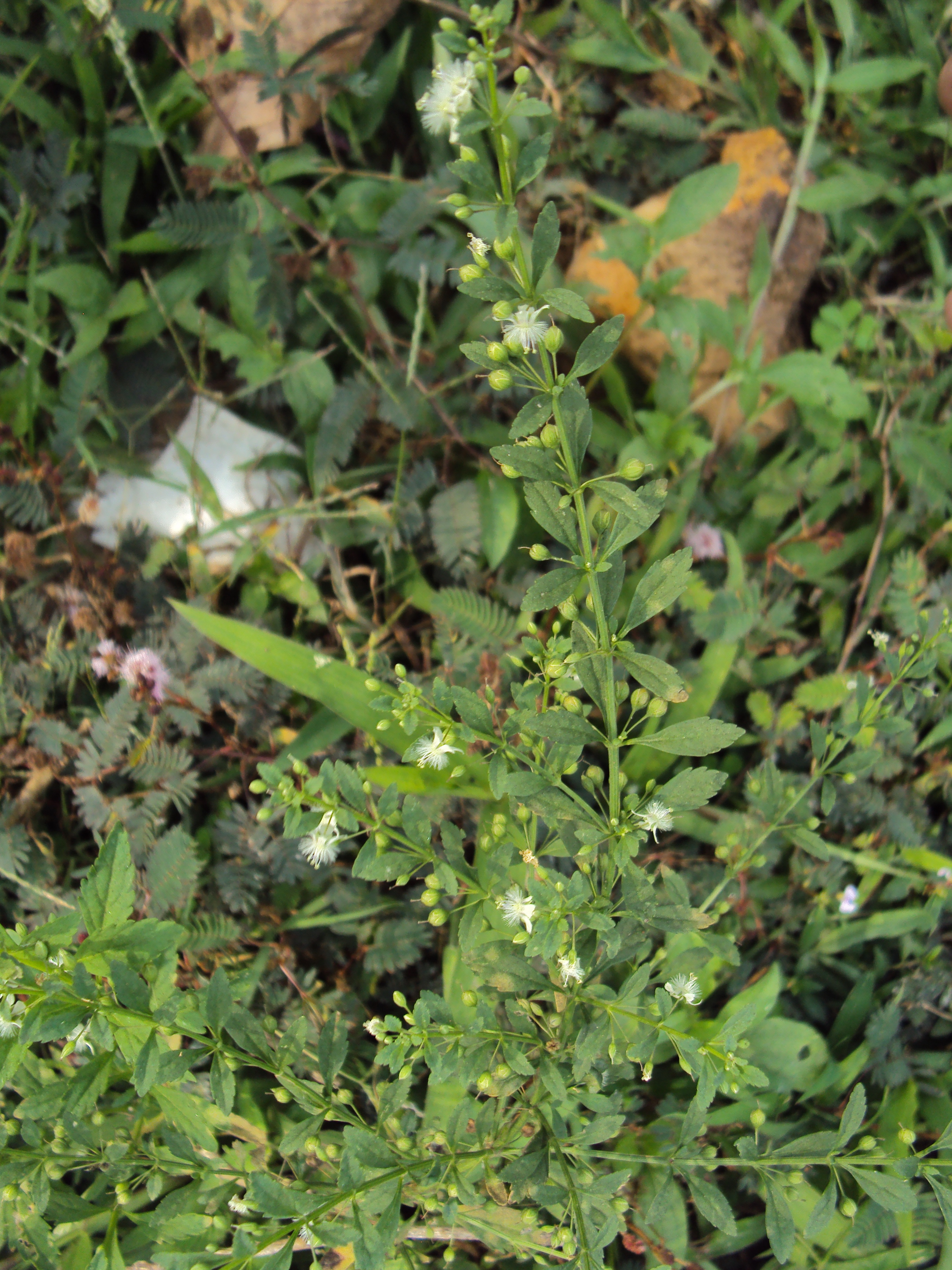

## Tính vị
Vị ngọt, tính mát